# Ази (Напуљ)
Ази је насеље у Италији у округу Напуљ, региону Кампанија.
Према процени из 2011. у насељу је живело 476 становника. Насеље се налази на надморској висини од 58 м.